# Nan’yō
Nan’yō (jap. 南陽市 Nan’yō-shi) – miasto w prefekturze Yamagata, w Japonii (Honsiu). Ma powierzchnię 160,52 km². W 2020 r. mieszkało w nim 30 420 osób, w 10 720 gospodarstwach domowych  (w 2010 r. 33 658 osób, w 10 538 gospodarstwach domowych) .

## Położenie
Miasto leży we wschodniej części prefektury nad rzeką Mogami. Graniczy z miastami:
- Yamagata
- Kaminoyama
- Nagai

oraz kilkoma miasteczkami.

## Historia
Miasto powstało 1 października 1954 roku.

## Transport

### Kolejowy
- Yamagata Shinkansen
- Główna linia Ōu

### Drogowy
- Drogi krajowe nr 13, 113, 348, 399.